# Hutchinson (entreprise)
 (juillet 2017).
Si vous disposez d'ouvrages ou d'articles de référence ou si vous connaissez des sites web de qualité traitant du thème abordé ici, merci de compléter l'article en donnant les références utiles à sa vérifiabilité et en les liant à la section « Notes et références ».
Pour les articles homonymes, voir Hutchinson.

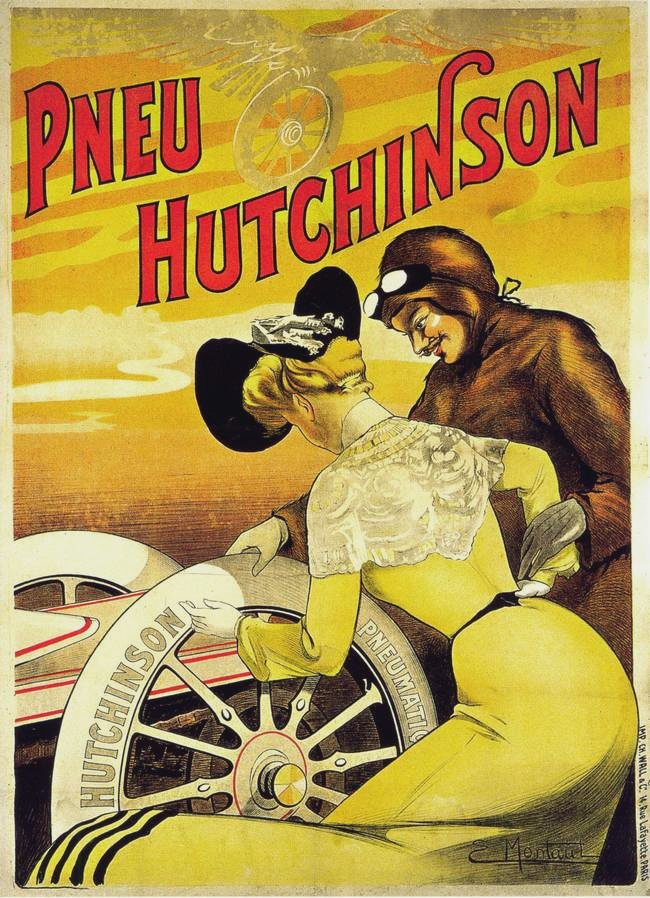
Publicité française pour Hutchinson, par Ernest Montaut.

Hutchinson est un groupe multinational français connu pour être le troisième fabricant mondial de caoutchouc non pneumatique. Il a été fondé en 1853 par Hiram Hutchinson à Châlette-sur-Loing, en France.
Le Groupe fabrique une gamme d'articles en caoutchouc, tels que les bottes Aigle. Au fil des ans, Hutchinson est devenu un acteur majeur de l'industrie de la mobilité, occupant une position importante dans les secteurs de l'automobile, de l'aérospatiale, de la défense et du cyclisme. L'entreprise accorde une grande importance au développement de produits innovants, à la recherche scientifique et à la promotion de pratiques durables.
Son chiffre d'affaires en 2021 est de 3,9 milliards d'euros, avec des effectifs d'environ 38 000 personnes, répartis sur 100 sites dans 25 pays. Le siège social se trouve à Paris, 2 rue Balzac dans le 8e arrondissement.

## Histoire

### Hiram Hutchinson et la création du Groupe
Hiram Hutchinson est un industriel nord-américain d'origine britannique. Il s'installe en France en 1853, après avoir obtenu l'exclusivité du brevet de Charles Goodyear concernant les perfectionnements apportés à la confection des bottes et des souliers en caoutchouc. La même année, il fonde la société Hutchinson. Il installe l’usine, initialement intitulée La Compagnie du Caoutchouc Souple dans la commune de Châlette-sur-Loing, près de Montargis.
En 1860, Hutchinson débute son internationalisation avec sa troisième usine à Mannheim, en Allemagne, pour alimenter les marchés d’Europe centrale.
Hiram Hutchinson qui avait déjà confié en 1854 la direction de l'entreprise à son fils Alcander, repart aux États-Unis en 1867, date à laquelle ce dernier rebaptise alors l'entreprise en A. Hutchinson et compagnie (A comme Alcander). La raison sociale ainsi que la marque seront simplifiées ultérieurement, respectivement en « Hutchinson » et « Aigle ». Dans les premières années, Hutchinson a fait fabriquer des bottes. L'héritage de cette production est perpétué par Aigle, spécialiste des bottes en caoutchouc de haute qualité.
De retour aux États-Unis, Hutchinson recherche d'autres applications pour le caoutchouc. Les résultats de ses études aboutissent à une variété de produits fabriqués aujourd'hui par le Groupe.

### 1900s: le caoutchouc sert à tout et Hutchinson se diversifie
Dans les années 1900, Hutchinson diversifie ses activités en fabriquant des pneus et commence à produire des toiles enduites pour les avions et les dirigeables. L'entreprise se développe également dans d'autres domaines : automobiles, poids lourds, vêtements, ceintures, etc.  
En 1973, Hutchinson et Mapa fusionnent, et Jean-Félix Paulsen cède la société Paulstra à Hutchinson Mapa (qui reprendra le nom de Hutchinson en 1981). En 1974, la compagnie TotalEnergies prend une participation majoritaire dans l’entreprise. La nouvelle société emploie 13.500 personnes réparties sur 26 sites. Le groupe Hutchinson se présente en fonction de ses grands marchés : automobile, industrie et grand public.
En 1986, Hutchinson réalise deux acquisitions majeures : Le Joint français (caoutchouc) et Corduroy Rubber Company (activité antivibratoire automobile) qui marquera le véritable début de l’internationalisation d’Hutchinson.
Hutchinson multiplie les acquisitions de sociétés dans les années 1990 : Vibrachoc, Desmarquoy et Caoutchoucs Modernes (France), Fayette Tubular Products, National O’Ring, Stillman, Rodgard (États-Unis), Vincke (Espagne, Portugal), Parets & Intecsa (Espagne), Ertec (Argentine), Pamargan (Royaume-Uni, Malte), Cestari (Brésil), Iacesa (Mexique).
Aigle sort du groupe en 1994, racheté par le fonds d'investissement Apax Partners. En 2009, c’est au tour de Mapa Spontex, vendue au groupe américain Jarden, spécialiste des produits pour la maison.
Le domaine aéronautique connaît un nouvel essor avec les acquisitions d’Espa (1998), JPR (1999), Barry Controls (2000), Techlam (2005), Jehier (2006), Strativer (2008), Kaefer et Keumah (2011), Marquez (2013).

### Depuis 2013: une seule marque, Hutchinson
En mars 2013, toutes les entités d’Hutchinson sont rassemblées sous une marque commerciale unique. L’identité Hutchinson est repensée avec un nouveau logo et une nouvelle signature.
En janvier 2019, Hutchinson annonce l’acquisition de Midé Technology Corporation,, une société américaine d’ingénierie spécialisée dans les matériaux intelligents et la mécatronique. Cette même année, Hutchinson acquiert également une part majoritaire dans la société TCSA  spécialisée dans la gestion thermique des moteurs et finalise l'acquisition de PFW Aerospace, spécialiste des tuyaux et conduits aéronautiques, auparavant détenue par Airbus.

### 170 ans et un engagement pour le développement durable
Dans les années 2000, Hutchinson a augmenté ses investissements dans la recherche et le développement afin de renforcer sa présence dans l'industrie de la mobilité. L'entreprise se concentre particulièrement sur le développement durable en publiant une feuille de route qui renforce l'engagement de l'entreprise en matière de durabilité.
Le groupe investit également dans la recherche et l'innovation pour faire progresser la mobilité. Il se tourne également vers le marché de l'hydrogène en tant que vecteur d'énergie.

## Marchés
Hutchinson est présent dans les secteurs de l'automobile, de l'aérospatiale, du ferroviaire, de l'industrie, de la défense, de l'énergie et du cyclisme.  
Automobile et e-Mobilité : Hutchinson fournit des solutions telles que des joints d’étanchéité, des systèmes de management des fluides et des technologies de contrôle des vibrations qui réduisent le bruit et améliorent le confort.  
Aéronautique et défense : Hutchinson fournit pour l’industrie aéronautique des systèmes à destination des moteurs, des solutions de transfert des fluides et d'autres composants qui améliorent les performances et la sécurité des avions. L'entreprise joue également un rôle dans le secteur de la défense.  
Nouvelles énergies et industrie : Hutchinson fournit aux secteurs de l'industrie et de la mobilité des solutions élastomères pour une large gamme d'applications. Il s'agit notamment de solutions pour l'industrie, le transport et le marché de l'énergie qui assurent l'efficacité opérationnelle et la sécurité.

## Une présence internationale
Hutchinson est présent dans 25 pays et emploie plus de 38 000 personnes.
Hutchinson dispose aujourd'hui de trois showrooms appelés Fab House en Europe, en Asie et en Amérique du Nord. Ils servent de lieu de rencontre pour les clients, mais aussi d'espace où les employés peuvent bénéficier de la technologie et d'espaces d'interaction.
Les Fab House sont situées à Grand Rapids, aux États-Unis, à Suzhou, en Chine, et à Châlette-sur-Loing, en France. Cette dernière possède un bâtiment du 18e siècle conçu par Gustave Eiffel.

### Le 507 Fab House
Le 507 Fab House a ouvert ses portes le 13 juin 2016 à Châlette-sur-Loing en France. Ce bâtiment est une ancienne papeterie royale où Hiram Hutchinson a fondé l'entreprise en 1853. En 1869, le bâtiment avait été reconstruit par Gustave Eiffel à la suite d'un incendie. L’ancien président chinois Deng Xiaoping a travaillé dans les murs du bâtiment 507  comme ouvrier pendant deux ans, dans le cadre du Mouvement Travail-Études.
Le 507 Fab House dispose de plusieurs installations high-techs : auditorium, salle immersive de réalité virtuelle, etc.

### Le 616 Fab House
Le 616 est situé à Grand Rapids dans le Michigan et a été inauguré en 2016.

### Le 822 Fab House
Le 822 Fab House a été inauguré le 20 novembre 2019 à Suzhou en Chine,. Hutchinson est présent en Chine depuis 25 ans et a des sites à Beijing, Wuhan, Chongquing, Shenyang et Suzhou. Ces sites alimentent les marchés Automobile, Aéronautique et Ferroviaire.

### Sites Hutchinson
| Nom du site                                             | Code Postal | Ville              |
| ------------------------------------------------------- | ----------- | ------------------ |
| Hutchinson                                              | 80015       | Amiens             |
| Hutchinson                                              | 95870       | Bezons             |
| Hutchinson Aeroservices                                 | 31700       | Blagnac            |
| Hutchinson                                              | 60800       | Boissy-Lévignen    |
| Hutchinson                                              | 91070       | Bondoufle          |
| Hutchinson                                              | 45250       | Briare             |
| Hutchinson Polymers - Centre de Recherche et Innovation | 45120       | Montargis          |
| Hutchinson                                              | 45120       | Montargis          |
| Hutchinson Shared Services Center                       | 86107       | Chatellerault      |
| Hutchinson Techlam                                      | 68700       | Cernay             |
| Hutchinson                                              | 49120       | Chemillé           |
| Hutchinson                                              | 53200       | Château-Gontier    |
| Hutchinson                                              | 28207       | Châteaudun         |
| Hutchinson                                              | 27150       | Etrepagny          |
| Hutchinson ESPA                                         | 45401       | Fleury-Les-Aubrais |
| Hutchinson                                              | 80220       | Gamaches           |
| Hutchinson                                              | 86107       | Ingrandes          |
| Hutchinson                                              | 37304       | Joué-Les-Tours     |
| Hutchinson                                              | 92303       | Levallois          |
| Hutchinson                                              | 91208       | Lisses             |
| Hutchinson SNC                                          | 38430       | Moirans            |
| Hutchinson Polymers                                     | 45700       | Pannes             |
| Siège Social Hutchinson                                 | 75008       | Paris              |
| Hutchinson                                              | 95340       | Persan             |
| Hutchinson                                              | 59055       | Roubaix            |
| Hutchinson                                              | 22000       | Saint-Brieuc       |
| Hutchinson                                              | 49504       | Segré              |
| Hutchinson                                              | 72130       | Sougé-Le-Ganelon   |
| Hutchinson                                              | 18100       | Vierzon            |

| Pays               | Nombre de sites |
| ------------------ | --------------- |
| Allemagne          | 6               |
| Belgique           | 1               |
| Brésil             | 3               |
| Canada             | 1               |
| Chine              | 5               |
| Corée du sud       | 2               |
| Espagne            | 5               |
| France             | 29              |
| Inde               | 2               |
| Italie             | 2               |
| Japon              | 1               |
| Malte              | 1               |
| Maroc              | 1               |
| Mexique            | 4               |
| Pologne            | 7               |
| Portugal           | 3               |
| Roumanie           | 1               |
| Royaume-Uni        | 3               |
| République tchèque | 1               |
| Serbie             | 1               |
| Suisse             | 1               |
| Tunisie            | 1               |
| Vietnam            | 1               |
| États-Unis         | 14              |

## Recherche & Innovation
Hutchinson est un expert en multi-matériaux, composites, caractérisation de systèmes, mécatronique et systèmes connectés, et modélisation multi-physique. Le groupe dispose de trois centres de recherche et d'innovation en France, aux États-Unis et à Singapour, où il met en œuvre son expertise pour trouver de nouvelles solutions pour l'industrie.  
Le Groupe a également des partenariats avec des entreprises comme Electreon,, où il développe des solutions de recharge dynamique sans fil pour les véhicules électriques, et des partenariats avec des universités comme l'Université de Singapour et l'Université du Michigan.

## Sources et références
1. 1 2 3  « Le groupe Hutchinson », sur www.hutchinson.com (consulté le 8 mai 2022)
2. ↑  (en) CHRIS SWEENEY, « Hutchinson prepares new products for new vehicles »  [Article], sur Rubber News, 27 septembre 2018 (consulté le 11 décembre 2023)
3. ↑  (en) « Hutchinson : leader de la transformation des élastomères », sur Total.com (consulté le 8 avril 2020)
4. ↑  « Notre histoire | AIGLE », sur www.aigle.com (consulté le 11 décembre 2023)
5. ↑  « Hutchinson », sur Hutchinson (consulté le 8 mai 2022)
6. ↑  Aigle, le made in France d'origine américaine sur lesechos.fr (consulté le 1er décembre 2018)
7. ↑  « Aigle, le made in France d’origine américaine », sur Les Echos, 28 mai 2014 (consulté le 11 décembre 2023)
8. ↑  « Spontex et Mapa seraient en vente », sur Investir, 17 juin 2008 (consulté le 11 décembre 2023)
9. ↑  администратор, « La nouvelle identité Hutchinson ! - Hutchison LJF », sur Hutchinson O-Rings and Bonded Seals,‎ 8 décembre 2014 (consulté le 11 décembre 2023)
10. ↑  (en) « Update: Hutchinson acquiring US parts maker Midé Technology », sur European Rubber Journal, 9 janvier 2019 (consulté le 8 avril 2020)
11. ↑  (en-US) admin, « Hutchinson acquires Midé Technology », sur Rubber Journal Asia -News on Rubber machinery , Manufacturers , Rubber chemical producers and Rubber processors, 9 janvier 2019 (consulté le 11 décembre 2023)
12. ↑  HUTCHINSON ACQUIERT MIDÉ TECHNOLOGY CORPORATION sur le site officiel hutchinson.com (consulté le 15 février 2019)
13. ↑  Florence STOLLESTEINER, « Automobile : Hutchinson arrive près de Laval et cherche à recruter », sur Ouest-France.fr, 6 septembre 2019 (consulté le 8 avril 2020)
14. ↑  « Changé : Hutchinson s'installe et recrute », sur actu.fr (consulté le 8 avril 2020)
15. ↑  « Hutchinson rachète PFW Aerospace », sur Air et Cosmos (consulté le 8 avril 2020)
16. ↑  « Centre de recherches d'Hutchinson à Châlette sur Loing », sur mediaclip (consulté le 11 décembre 2023)
17. ↑  Albert Meige, « L'Innovation Au Service De La Valeur Ajoutée D'Hutchinson », sur Forbes France, 10 juillet 2019 (consulté le 11 décembre 2023)
18. ↑  « DéVELOPPEMENT DURABLE », sur www.hutchinson.com (consulté le 11 décembre 2023)
19. ↑  « Territoires Hydrogène N°3 », sur calameo.com (consulté le 11 décembre 2023)
20. ↑  Cedric Leroy, « Nouveauté et test : Hutchinson Challenger, il vise les 8000 km ! - Le Cycle.fr », sur Le Cycle.fr : toute l'actualité du cyclisme, 17 juin 2022 (consulté le 11 décembre 2023)
21. ↑  « Inauguration du 616 Fab House à Grand Rapids (Michigan) | Hutchinson », sur www.hutchinson.com (consulté le 17 avril 2020)
22. ↑  « Bienvenue à Suzhou (Chine), dans les coulisses du 822 Fab House | Hutchinson », sur www.hutchinson.com (consulté le 17 avril 2020)
23. ↑  « Hutchinson transforme ses bureaux en Fab Lab pour travailler, échanger, innover », sur Les Echos, 6 décembre 2017 (consulté le 11 décembre 2023)
24. ↑  Batiactu, « Une manufacture signée Eiffel transformée en site high-tech », sur Batiactu, 18 avril 2017 (consulté le 11 décembre 2023)
25. 1 2  Centre France, « À la découverte du bâtiment 507 », sur www.larep.fr, 30 mai 2016 (consulté le 17 avril 2020)
26. 1 2  Sibylle Vincendon, « Le petit showroom dans la prairie », sur Libération.fr, 31 mars 2017 (consulté le 17 avril 2020)
27. ↑  « Quand l’architecture participe à une nouvelle façon de travailler - Cyberarchi », sur www.cyberarchi.com (consulté le 17 avril 2020)
28. ↑  Par François-Xavier Rivaud et correspondant à MontargisLe 19 juillet 2019 à 09h31, « À Montargis, les Chinois sur les traces du jeune Den Xiao Ping », sur leparisien.fr, 19 juillet 2019 (consulté le 17 avril 2020)
29. ↑  « Le 507 Fab House de Hutchinson | Office et culture », sur www.office-et-culture.fr (consulté le 17 avril 2020)
30. ↑  « Inauguration du Hutchinson Lab », sur La France en Chine (consulté le 17 avril 2020)
31. ↑  « Suzhou Industrial Park », sur www.sipac.gov.cn (consulté le 17 avril 2020)
32. 1 2  (en) « Hutchinson opens innovation center in China », sur Rubber & Plastics News, 24 janvier 2020 (consulté le 17 avril 2020)
33. 1 2  « Notre présence internationale », sur Hutchinson (consulté le 20 août 2020).
34. ↑  « Composite : l’expertise multi-marchés d’Hutchinson pour une mobilité durable », sur www.hutchinson.com, 24 novembre 2020 (consulté le 8 décembre 2023)
35. ↑  mrj, « Hutchinson crée un centre technique de pointe dédié aux composites », sur Essais & Simulations, 1er mai 2014 (consulté le 11 décembre 2023)
36. ↑  « Innovation », sur www.hutchinson.com (consulté le 8 décembre 2023)
37. ↑  « ElectReon Wireless progresses dynamic charging in Israel | electrive.com », sur www.electrive.com (consulté le 11 décembre 2023)
38. ↑  (en) « Sweden To Test Dynamic Wireless Charging On Island Of Gotland », sur InsideEVs (consulté le 11 décembre 2023)
39. ↑  Rosa Vicari, « La recharge dynamique des véhicules électriques prochainement testée en conditions réelles de circulation sur l’autoroute A10 », sur Leonard, prospective et innovation par VINCI, 18 juillet 2023 (consulté le 11 décembre 2023)